# دن اسپارکس (بازیکن بسکتبال)

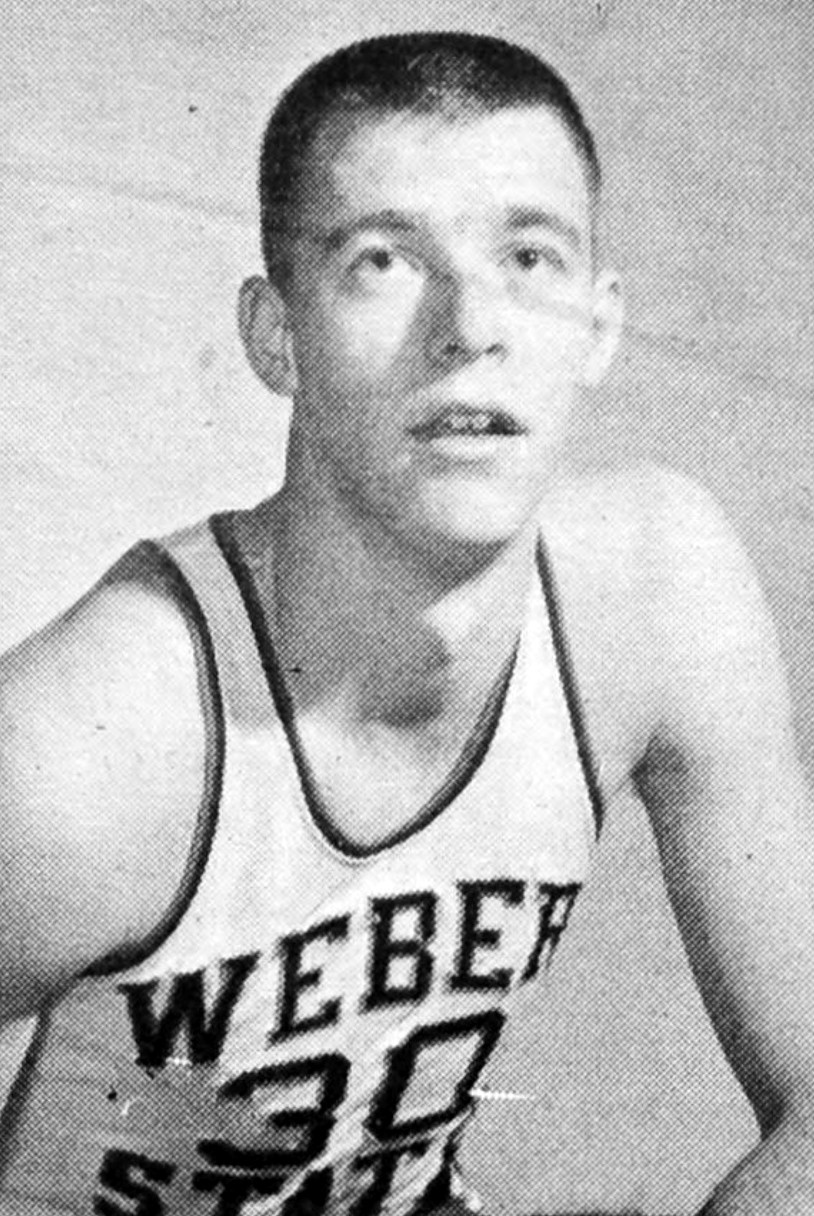
دن اسپارکس در سال ۱۹۶۸

دن اسپارکس (انگلیسی: Dan Sparks؛ زادهٔ ۱۷ آوریل ۱۹۴۵) بازیکن بسکتبال اهل ایالات متحده آمریکا است.